# Hans Jessen (Bibliothekar)
Hans Jessen (* 8. Mai 1897 in München; † 14. Juli 1979 in Bremen) war ein deutscher Bibliothekar, Historiker und Zeitungswissenschaftler.

## Leben
Er studierte in Berlin und nach dem Kriegsdienst ab 1917 in Greifswald Geschichte, Germanistik, Latein und Philosophie und promovierte 1921 bei Ernst Bernheim mit einer Dissertation über »Die Wirkungen der augustinischen Geschichtsphilosophie auf die Weltanschauung und Geschichtsschreibung Liudprands von Cremona«. 1922 beendete er das Studium in Berlin mit dem Staatsexamen und wurde Volontär an er Universitätsbibliothek der Friedrich-Wilhelms-Universität zu Berlin und wurde dort nach Abschluss seiner Berufsausbildung 1924 Bibliotheksassessor. Er arbeitete in Breslau und Greifswald, wo 1928 seine Ernennung zum Bibliotheksrat erfolgte, dann nochmals nach Breslau und im November 1937 an die Preußische Staatsbibliothek zurück. Ab Frühjahr 1944 verwaltete er die ausgelagerter Bestände in Hirschberg im Riesengebirge. Nach Kriegsende arbeitete er in der Universitätsbibliothek Göttingen. Danach ging er an die Westdeutsche Bibliothek in Marburg und schließlich im August 1951 an die Staatsbibliothek Bremen. Er ging 1963 in den Ruhestand. Sein Neffe ist der gleichnamigen Journalist Hans Jessen.

## Schriften (Auswahl)
- Max Kurnik. Ein Breslauer Journalist (1819–1881). Breslau 1927, OCLC 248708253.
- mit Ernst Meunier: Das deutsche Feuilleton. Ein Beitrag zur Zeitungskunde. Berlin 1931, OCLC 462965673.
- Gott und der König. Friedrichs des Großen Religion und Religionspolitik. Berlin 1936, OCLC 162936977.
- Hirschberg. Loblied des Zeitgenossen. Breslau 1938, OCLC 493906764.